# Уэзеролл, Джек
Джек Уэзеролл (англ. Jack Wetherall, род. 5 августа 1950 в Су-Сент-Мари, Онтарио, Канада) — канадский актёр, получивший наибольшую известность благодаря исполнению роли Вика Грасси в сериале «Близкие друзья».

## Карьера в театре
Также известен своими театральными работами, включая фестиваль в Стретфорде: ведущая роль в пьесе «Генрих V», Сатурн в пьесе «Тит Андроник», Константин в «Чайке», Орландо в «Как вам это понравится», Малькольм в «Макбете», Нед в «Нед и Джек», Октавиус в «Юлии Цезаре», Деметрий в пьесе «Сон в летнюю ночь» и Фердинанд в «Буре». Также играл в Бродвейской постановке «Человека-слона».
В данный момент играет Чоруса/Монтджоя в постановке «Генриха V» Шекспировского театра в Нью-Джерси, а также поставил пьесу «Мера за меру».

## Фильмография
Кроме того, актёр снялся в эпизодических ролях в нескольких популярных фильмах и телесериалах:

### Кино
| Кино | Кино                               | Кино                           | Кино              | Кино               |
| Год  | Название                           | В оригинале                    | Роль              | Примечания         |
| ---- | ---------------------------------- | ------------------------------ | ----------------- | ------------------ |
| 2008 | Метрополитен-опера: Живые концерты | Metropolitan Opera: Live In HD | Нотарий           | концерт            |
| 2004 | Человек-паук 2                     | Spider-Man 2                   | Пассажир в поезде | эпизодическая роль |
| 1981 | Вчера                              | Yesterday                      | «Лось»            |                    |

### Телевидение
| Телевидение | Телевидение             | Телевидение                               | Телевидение               | Телевидение         |
| Год         | Название                | В оригинале                               | Роль                      | Примечания          |
| ----------- | ----------------------- | ----------------------------------------- | ------------------------- | ------------------- |
| 2005        | Третий — лишний         | Third Man Out                             | Джон Рутка                | телевизионный фильм |
| 2003        | Американский идол       | American Idol: The Search For A Superstar | Отец в музыкальном номере | 1 эпизод            |
| 2000—2004   | Близкие друзья          | Queer As Folk                             | Вик Грасси                | 48 эпизодов         |
| 2000        | Охотники за древностями | Relic Hunter                              | Флетчер                   | 1 эпизод            |
| 1999        | Направляющий свет       | The Guiding Light                         | Судья                     | 1 эпизод            |
| 1992        | Санта-Барбара           | Santa Barbara                             | Режиссёр                  | 1 эпизод            |